# Paula Trope
Paula Trope (Rio de Janeiro, 1962) é uma artista visual brasileira, Doutoranda em História e Crítica de Arte pela Universidade do Estado do Rio de Janeiro, Mestre em Técnicas e Poéticas em Imagem e Som pela Universidade de São Paulo, Bacharel em Cinema pela Universidade Federal Fluminense.
Desde o início da década de 90 desenvolve trabalho experimental no campo da imagem técnica, com cinema, fotografia e vídeo. Em suas pesquisas, assume uma postura crítica quanto às tecnologias e práticas artísticas, estabelecendo complexas conexões entre o meio utilizado e os temas e conteúdos enfocados, considerando as características técnicas, formais e institucionais envolvidas. Sua arte é um campo de relações de alteridade, uma rede de trocas simbólicas em projetos que investigam as relações entre ética e estética, arte e sociedade. 

## Prêmio
- Prêmio CNI-SESI - Prêmio Marcantonio Vilaça para as Artes Plásticas, com a série de fotografias Os Meninos do Morrinho (2004/2005) [4]
- 5º Programa de Bolsas RIOARTE (2000)  [5]
- Panorama da Arte Brasileira (1995) [6]

## Coleções
- Assis Chateaubriand [6]
- MAM São Paulo